# São Francisco (Alcochete)
São Francisco ist eine Gemeinde (Freguesia) im portugiesischen Kreis Alcochete. In ihr leben 2571 Einwohner (Stand 19. April 2021).